# 페타레 FC
페타레 FC(Petare Fútbol Club)는 베네수엘라 카라카스를 연고로 하는 축구 클럽이다. 이 팀은 1948년 8월 18일에 창단되었으며 현재는 베네수엘라 프리메라 디비시온에 참가하고 있다.

## 명칭 변경
- 1948년 ~ 1996년 데포르티보 이탈리아 (Deportivo Italia)
- 1996년 ~ 1998년 데포르티보 차카오 (Deportivo Chacao)
- 1998년 ~ 2006년 데포르티보 이탈차카오 (Deportivo Italchacao)
- 2006년 ~ 2010년 데포르티보 이탈리아 (Deportivo Italia)
- 2010년 ~ 2015년 데포르티보 페타레 (Deportivo Petare)